# Tracy Scott
Tracy Scott (Charleston, 1969 — Flórida, 30 de abril de 2016) foi um roteirista norte-americano.